# Юность (мини-альбом)
«Юность» — третий мини-альбом российской музыкальной поп-группы Dabro. Альбом состоит из 7 треков, включая двух ранее вышедших треков «Юность» и «Все за одного». Альбом вышел 6 ноября 2020 года на лейбле Make It Music. Альбом был исполнен в студии Авторадио 11 декабря 2020 года.

## Об альбоме
Ранее вышли треки «Юность» и «Все за одного». Трек «На крыше» стал саундтреком к полнометражному фильму «Музыка крыш».
Также трек "Юность" вошёл в саундтрек фильма «Пираты галактики Барракуда», вышедшего в 2024 году.

## Критика и оценки

### Отзывы в специализированных музыкальных изданиях
Данила Головкин из InterMedia считает, что альбом — это «уличная романтика без какой-либо субкультурности — чисто русская тема, стабильно резонирующая с нашим слушателем уже десятки лет». В треке «Юность» рецензент отметил «все дворовые настроения времени: стилистически неотъемлемая гитара, мотив в духе лучших времен „Бумбокса“, настрой группы Pizza, деревянно-прямолинейный речитатив и самая избитая дип-хаусная бас-партия, какая только может быть». В песне «Белая Луна» он отметил вдохновленность песней Максима Коржа «Малиновый закатом», в треке «Она не такая» отметил влияние того же исполнителя, но песней «Мотылек». В песне «На крыше» он подметил текст с «пошловатыми псевдошансонными завываниями в припеве». Сам альбом критик назвал «до жути вторичным».
Альбом получил 5 звезд из 10.
Артём Кучников из ТНТ Music считает, что в начале трек-листа альбома «открывают композиции, продакшен которых навеян звучанием современного хип-хопа с мрачноватыми трэп-битами». Рецензент отметил, что к концу альбома «Dabro повышают градус романтики при помощи акустических гитар и лиричных мелодий».

## Трек-лист
Адаптировано под Apple Music
| №  | Название                   | Длительность |
| -- | -------------------------- | ------------ |
| 1. | «Белая луна»               | 2:48         |
| 2. | «Она не такая»             | 3:28         |
| 3. | «Все за одного»            | 3:24         |
| 4. | «Почему так происходит»    | 3:26         |
| 5. | «На крыше»                 | 3:18         |
| 6. | «Юность»                   | 3:39         |
| 7. | «Тебе лучше меня не знать» | 3:17         |

## Чарты
| Чарты                | Позиция |
| -------------------- | ------- |
| Apple Music (Россия) | 2       |

| Чарты                                                   | Высшая позиция |
| ------------------------------------------------------- | -------------- |
| Яндекс.Музыка (Россия)                                  | 3              |
| Top Radio & YouTube Hits Hits (Россия)                  | 1              |
| Apple Music (Россия)                                    | 7              |
| Dezeer (Россия)                                         | 3              |
| СберЗвук (Россия)                                       | 17             |
| VK Музыка                                               | 7              |
| Муз-ТВ Чарт (Итоги чартов выпуск от 24.11.2020)         | 13             |
| TikTok (Рейтинг российской музыки за октябрь 2020 года) | 1              |

| Чарты                   | Позиция |
| ----------------------- | ------- |
| СберЗвук (Россия)       | 8       |
| Top Radio Hits (Россия) | 23      |

## Награды и номинации
| Год  | Награда       | Категория    | Трек     | Результат | Примечание |
| 2021 | Премия Муз-ТВ | Лучшая песня | «Юность» | Номинация | [ 13 ]     |